# Spike Lee

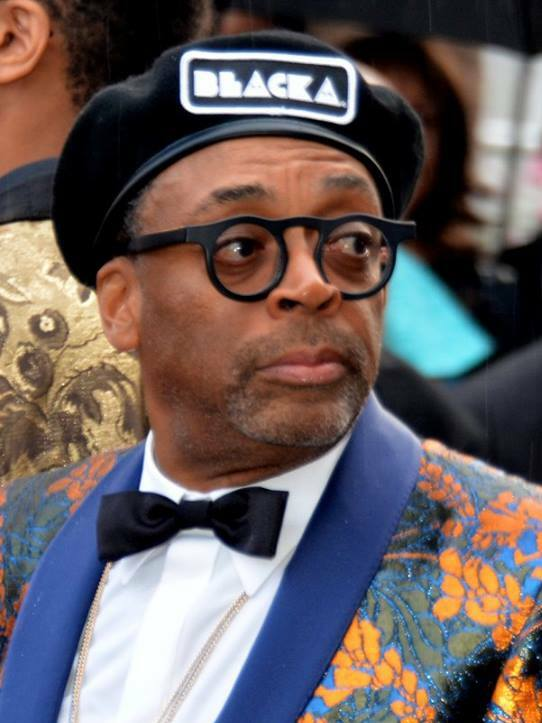
Spike Lee bei der Premiere des Films BlacKkKlansman im Rahmen der Filmfestspiele in Cannes im Mai 2018

Shelton Jackson „Spike“ Lee (* 20. März 1957 in Atlanta, Georgia) ist ein US-amerikanischer Filmregisseur, Drehbuchautor, Produzent und Schauspieler. In seinen Filmen behandelt er gesellschaftspolitische und soziale Themen, insbesondere den Rassismus in den Vereinigten Staaten gegenüber der afroamerikanischen Bevölkerung.

## Leben und Werk

### Jugend
Spike Lee ist der jüngste Sohn von fünf Geschwistern der Lehrerin Jacquelyn Shelton, die Kunst und afrikanisch-amerikanische Literatur unterrichtete, und des Jazzbassisten und Jazzkomponisten Bill Lee (1928–2023). Er bekam von seiner Mutter den Spitznamen Spike (Stachel, Dorn) wegen seines leidenschaftlichen und hitzigen Temperaments. Spike Lee bestreitet dies jedoch, er hatte ein gespanntes Verhältnis zu seiner Mutter, da sie strenger zu ihm war als der Vater. Noch als kleines Kind zog er mit seiner Familie von Atlanta nach Brooklyn. Dort besuchte er die John Dewey High School.
Die Eltern achteten darauf, dass ihre Kinder so wenig wie möglich Freizeit vor dem Fernseher verbrachten, verboten ihnen die Rockmusik, förderten stattdessen Jazz und Folk und forderten jedes Kind zum Erlernen eines Musikinstrumentes auf. Spike entschied sich für Gitarre und Klavier, seine große Liebe gehörte jedoch dem Sport. Seine Mutter starb 1977 an Leberkrebs. Zum Filmstudium zog es ihn wieder zurück nach Atlanta an die Clark Atlanta University, dort machte er 1979 seinen Abschluss in dem Bachelor-Studiengang Mass Communications an der afroamerikanischen Eliteuniversität Morehouse College. Hier studierten bereits Lees Vater und Großvater und er wurde daher von seiner Großmutter mütterlicherseits, Zimmie Shelton, auch dazu ermutigt und finanziell unterstützt. Sie hatte an der Partneruniversität Spelman College studiert, die im Gegensatz zum nur für männliche Studenten zugelassenem Morehouse College eine reine Frauenuniversität ist.

### Familie

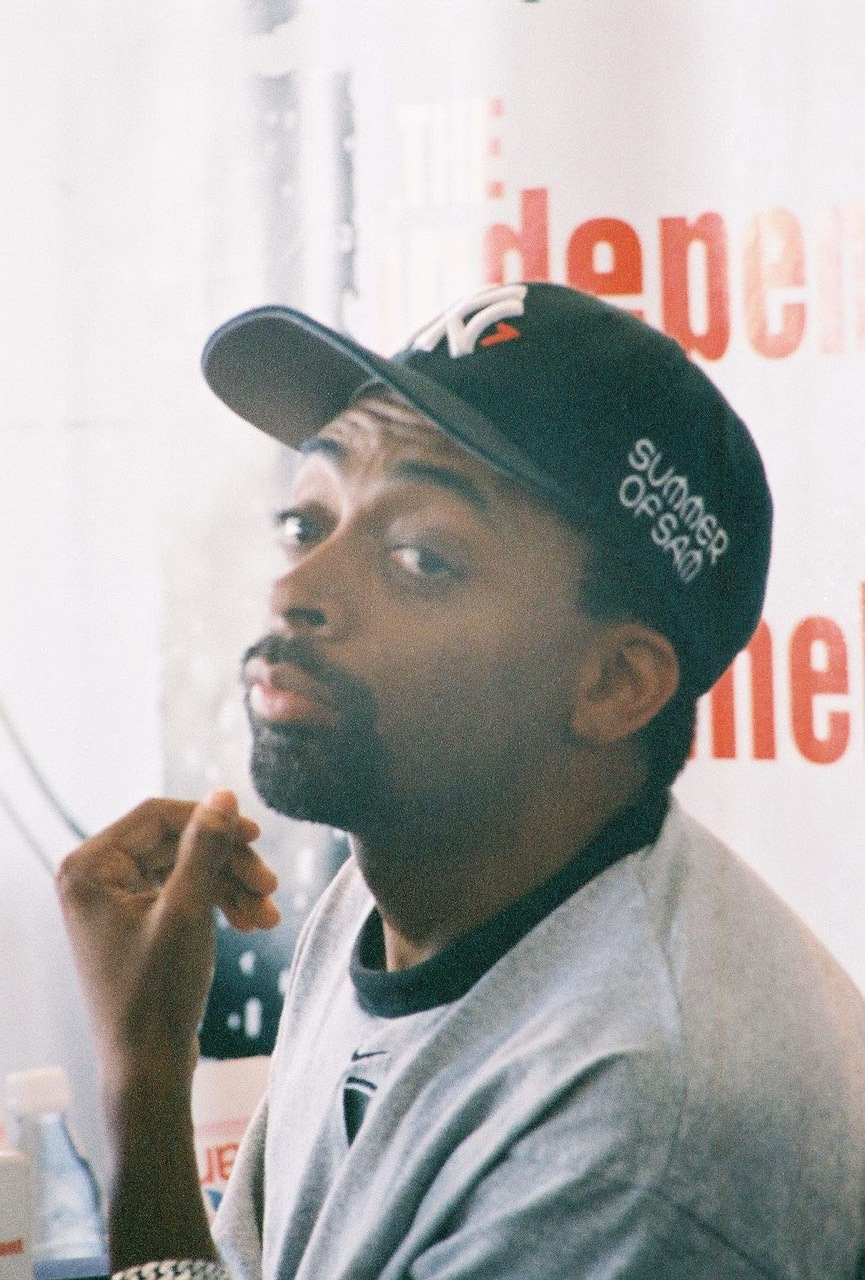
Spike Lee in Cannes, 1999

Sein Vater ist für die Filmmusik in einigen Filmen seines Sohnes verantwortlich, so etwa in Nola Darling, Do the Right Thing und Mo’ Better Blues, in denen er auch in Nebenrollen mitspielt.
Mit Auskünften über sein Privatleben hält sich Lee bedeckt, so untersagte er seinem Biografen Kaleem Aftab, seinen Vater zu befragen. Lees Großmutter Zimmie Shelton finanzierte seinen ersten kommerziellen Kinofilm Nola Darling und zählt zu Lees entschiedensten Unterstützerinnen. Da die meisten Familienangehörigen Lees den Lehrerberuf ausübten, führt er mit seinen Dozenturen eine gewisse Familientradition fort.
Lee hatte 1991 eine Beziehung mit Halle Berry. 1992 lernte er Tonya Lewis (* 15. März 1966) kennen, sie heirateten am 2. Oktober 1993 und bei der Hochzeitsfeier sang sein Freund Stevie Wonder. Tonya Lewis-Lee ist eine Wirtschaftsanwältin und wurde nach der Heirat mit Lee als Schriftstellerin und Produzentin von Kinderfernsehen tätig. Lee nennt sie öffentlich respektvoll nur „Lady T“ und hat mit ihr zwei Kinder; die Familie lebt in Manhattan.

### Film

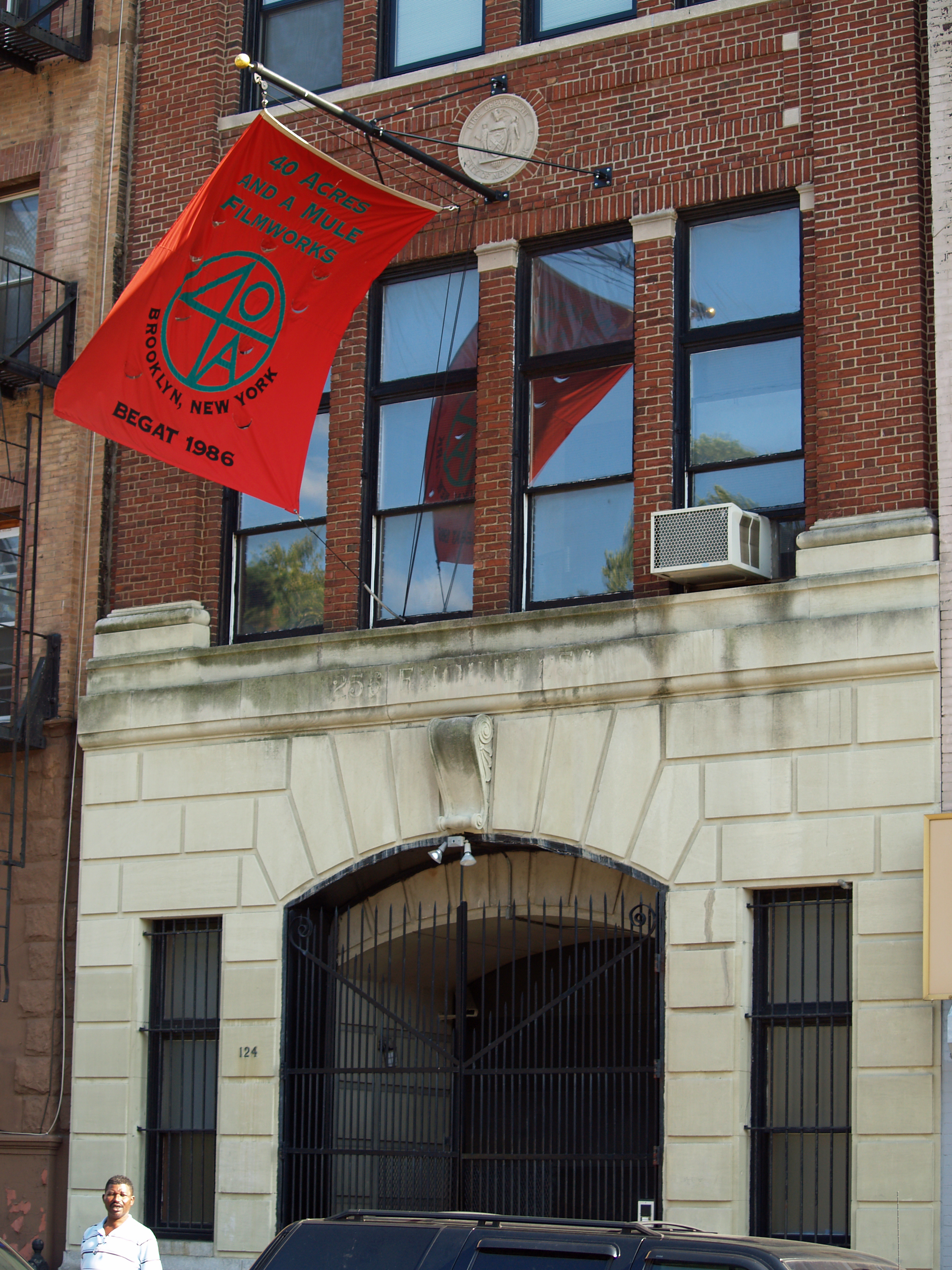
Sitz von Lees Produktionsfirma
40 Acres & A Mule Filmworks

Ein weiteres Master-Studium belegte er an der New Yorker Tisch School of the Arts, das er 1982 als Master of Fine Arts abschloss; einer seiner Studienkollegen war der Regisseur Ang Lee. Seinen Abschlussfilm Joe’s Bed-Stuy barbershop: we cut heads (1982) finanzierte ihm seine Großmutter, Ang Lee machte die Regieassistenz und sein Vater steuerte die Filmmusik bei. Der 45-Min.-Film kostete 175.000 $ und spielte acht Mio. Dollar ein; auf den Filmfestspielen von Cannes erhielt Lee dafür den Prix de Jeunesse. Anschließend gründete er auch seine eigene Produktionsfirma 40 Acres & A Mule Filmworks. Der Name seiner Firma soll an ein unerfülltes Versprechen aus der Endphase des Amerikanischen Bürgerkrieges erinnern: 1865 wurde durch die Nordstaaten den von der Sklaverei befreiten Afroamerikanern eine Kompensation in Form von Landbesitz und durch Überlassung nicht mehr benötigter Nutztiere zugesichert.
Bereits Anfang der 1990er Jahre hielt er als Gastdozent Vorlesungen für Afroamerikanische Studien sowie für Visuelle und Umweltstudien an der Harvard University. Seit 2002 ist er Artistic Director (künstlerischer Leiter) bei der Tisch School of the Arts an der New York University.
2020 wurde er als Jurypräsident der 73. Internationalen Filmfestspiele von Cannes ausgewählt. Er ist damit der erste afroamerikanische Künstler, der diese Aufgabe bei einem der großen Filmfestivals innehat.

#### New Black Cinema
Lee ist einer der bekanntesten Protagonisten und Mitbegründer des New Black Cinema der 1980er Jahre. Er bevorzugt es, verschiedene Filmstile innerhalb eines Films anzuwenden. Vorrang hat für ihn immer die Geschichte, die er mit verschiedenen Inszenierungsformen erzählen will, seien sie neorealistisch, naturalistisch oder impressionistisch.
Spike Lee war der Entdecker bis dahin weitgehend unbekannter afroamerikanischer Schauspieler, die später internationale Berühmtheit erlangten, darunter Halle Berry, worauf sie auch in ihrer Dankesrede bei der Oscarverleihung 2002 hinwies.
Nachdem bekannt geworden war, dass er in seinem Film Malcolm X (1992) die Vorbereitungen zur Ermordung von Malcolm X durch die Nation of Islam (NoI) darstellen wollte, erhielt er anonyme Morddrohungen. Daraufhin strich er diese Passagen aus dem Skript. Um den dreieinhalbstündigen Spielfilm fertigstellen zu können, wurde Lee vor allem von Bill Cosby finanziell unterstützt.

#### Werbefilm und Musikvideo
Von 1988 an war er der Regisseur von sieben Nike-Werbefilmen mit Michael Jordan, die dem Unternehmen mit der Nike-Air-Jordan-Kampagne eine weltweite Bekanntheit verschaffte. Fernsehwerbefilme für industrielle Kunden wie Levi Strauss & Co., AT&T, Philips, American Express, Snapple und Taco Bell halfen Lee, seine Spielfilme zu finanzieren. Weiterhin produzierte er Musikvideos für Miles Davis, Chaka Khan, Tracy Chapman, Anita Baker, Public Enemy, Bruce Hornsby, Prince, Michael Jackson und Eminem. 2019 drehte er das Video zum Lied Land of the Free von The Killers, in dem die Flüchtlinge an der US-amerikanisch-mexikanischen Grenze thematisiert werden.

#### Dokumentarfilm
Lee ist ein großer Fan der Filme Michael Moores und hat selbst einige politische Dokumentarfilme gedreht, darunter Vier kleine Mädchen (1997). Darin rekonstruierte er die Todesumstände von vier schwarzen Kindern aufgrund eines Brandanschlags 1963 auf eine Kirche (16th Street Baptist Church) in Birmingham, Alabama. Diese Tragödie gilt als der Wendepunkt der schwarzen Bürgerrechtsbewegung, da sie von nun an ins Bewusstsein der US-amerikanischen Öffentlichkeit gelangte.
Der Dokumentarfilm When the Levees Broke handelt von der Überschwemmung von New Orleans durch die Deichbrüche des Lake Pontchartrain, die eine Folge des Hochwassers durch den Hurrikan Katrina war und vor allem der mangelhaften Qualität der Deiche. Entgegen der allgemeinen Ansicht war die Überschwemmung Lee zufolge keine Naturkatastrophe, sondern eine katastrophale Anhäufung von menschlichem Versagen, die ihre letzte Ursache im Rassismus gegenüber der schwarzen Bevölkerung habe. Er porträtiert vor allem die Opfer der Katastrophe und weist damit nur indirekt auf die Tatenlosigkeit der Bush-Regierung hin.

## Kritik
Lees Filme wurden dafür kritisiert, dass sie nichtschwarze Gruppen mitunter schlecht darstellen. Viele seiner Geschichten haben die Kritik an ethnisch bedingten Ungleichbehandlungen zum Thema, im Speziellen meist die Diskriminierung von Afroamerikanern. Einige Kritiker werfen Lee jedoch die Neigung vor, afroamerikanische Charaktere als „den anderen überlegen“ darzustellen und in die häufig klischeehaften Darstellungen von bestimmten anderen ethnischen Gruppen eigene Vorurteile und Antipathien einzubauen. Damit würde er seine Anti-Diskriminierungs-Aussagen selbst untergraben. So hätte er in Jungle Fever Italoamerikaner nicht positiv dargestellt. Auch wurde ihm von mehreren Kritikern vorgeworfen, negative Stereotype über Franzosen, Hispanics, Koreaner und Juden zu bedienen. Ausdrücklich erwähnt wurde dabei der Film Mo’ Better Blues. Lee selbst wehrte sich gegen den Vorwurf, in seinen Filmen Antisemitismus zu verbreiten.

## Filmografie (Auswahl)
- 1977: Last Hustle in Brooklyn
- 1982: Joe’s Bed-Stuy barbershop: we cut heads
- 1986: Nola Darling (She’s Gotta Have It)
- 1988: School Daze
- 1988: Do the Right Thing
- 1990: Mo’ Better Blues
- 1991: Jungle Fever
- 1992: Malcolm X
- 1994: Crooklyn
- 1995: Clockers
- 1996: Auf engstem Raum (Get on the Bus)
- 1995: Lumière & Compagnie – Regie einer Episode
- 1996: Girl 6
- 1997: Vier kleine Mädchen (4 Little Girls)
- 1998: Freak (TV)
- 1998: Spike Lee’s Spiel des Lebens (He Got Game)
- 1999: Summer of Sam
- 1999: Pavarotti & Friends 99 for Guatemala and Kosovo (TV)
- 2000: It’s Showtime (Bamboozled)
- 2002: 25 Stunden (25th Hour)
- 2002: Ten Minutes Older (Episodenfilm – ein Kurzfilm)
- 2004: She hate me
- 2005: Alle Kinder dieser Welt (All the Invisible Children) – Regie der 3. Episode
- 2006: Inside Man
- 2006: When the Levees Broke (TV)
- 2008: Buffalo Soldiers ’44 – Das Wunder von St. Anna (Miracle at St. Anna)
- 2009: Kobe Doin’ Work (TV)
- 2010: If God Is Willing and da Creek Don’t Rise (TV)
- 2012: Red Hook Summer
- 2012: Michael Jackson Bad 25 Documentary
- 2013: Oldboy
- 2014: Da Sweet Blood of Jesus
- 2015: Chi-Raq
- 2016: Michael Jackson’s Journey from Motown to Off the Wall
- 2017: Rodney King
- 2017–2019: Nola Darling (She’s Gotta Have It, Fernsehserie)
- 2018: BlacKkKlansman
- 2019: See You Yesterday
- 2020: Da 5 Bloods
- 2020: American Utopia (Dokumentarfilm)
- 2021: NYC Epicenters 9/11-2021½ (Dokumentarserie)
- 2025: Highest 2 Lowest

## Auszeichnungen (Auswahl)
- Joe’s Bed-Stuy barbershop: we cut heads erhielt 1982 bei den Filmfestspielen von Cannes den Prix de Jeunesse.
- Lees sozialkritischer und kontrovers aufgenommener Film Do the Right Thing war 1990 für einen Academy Award für das beste Drehbuch nominiert.
- Eine weitere Oscar-Nominierung erlangte 1992 Malcolm X.
Sein Dokumentarfilm Vier kleine Mädchen nominierte die Hollywooder Academy 1997 für den Best Feature Documentary Academy Award.
- Von der Zeitschrift Entertainment Weekly wurde Lee bei der Wahl zum größten Regisseur aller Zeiten auf Platz 48 gesetzt.
- 2003 erhielt er den Ehrenpreis des César.
- 2007 wurde er in die American Academy of Arts and Sciences gewählt.
- 2015 wurde ihm der Ehrenoscar zugesprochen.
- 2016 wurde er im Rahmen der Satellite Awards  mit dem Humanitarian Award ausgezeichnet.[9]
- 2021 wurde Lee in die American Academy of Arts and Letters gewählt.
- 2024 erhielt er die National Medal of Arts (für 2023)

Oscar
- 2019: Auszeichnung für das Beste adaptierte Drehbuch (BlacKkKlansman)
- 2019: Nominierung für den Besten Film (BlacKkKlansman, mit Jason Blum, Raymond Mansfield, Jordan Peele und Sean McKittrick)